# Orchestre symphonique de la RTBF
Das Orchestre symphonique de la RTBF, das Radio-Symphonieorchester des belgischen Rundfunks, war ein Symphonieorchester mit Sitz in Brüssel, welches von 1978 bis 1991 existierte und von der französischsprachigen, öffentlich-rechtlichen Rundfunkanstalt RTBF getragen wurde.

## Geschichte
Im Jahr 1935 erhielt Belgien erstmals ein Rundfunkorchester, getragen wurde es durch das Institut national de radiodiffusion/Nationaal Instituut voor de Radio-Omroep, der Name lautete auf Französisch Grand Orchestre de l'INR, auf Niederländisch Groot symfonie-orkest van het NIR. Nach der Fertigstellung des Funkhauses an der Place Flagey/Flageyplein in Ixelles/Elsene erhielt das Orchester im Studio 4 des Funkhauses, welches durch seine hervorragende Akustik schnell berühmt wurde, einen festen Proben- und Aufführungsort. Das Orchester umfasste 83 Musikerinnen und Musiker und war Teil eines Klangkörpergefüges, welches außerdem ein Kammerorchester, ein Unterhaltungsorchester, ein Salonorchester sowie ein Jazzorchester umfasste.
Im Zuge der Neuordnung des belgischen Rundfunks im Jahre 1960 wurde das INR/NIR aufgelöst und das Orchester dem neu gegründeten Institut des services communs/Instituut voor Gemeenschappelijke Diensten unterstellt. 1978 brach jedoch dieses Konstrukt auseinander und die beiden Nachfolgegesellschaften des INR/NIR sahen sich gezwungen, jeweils eigene Klangkörper einzurichten. Die im Dezember 1977 gegründete Radio-Télévision belge de la Communauté française gründete 1978 das Nouvel Orchestre Symphonique de la RTBF, welches 1985 in Orchestre Symphonique de la RTBF umbenannt wurde. Bereits 1991 beschloss die RTBF im Zuge von Sparmaßnahmen, das Orchester aufzulösen. Im Gegensatz zum Orchester der niederländischsprachigen Rundfunkanstalt BRT wurde das RTBF-Orchester nicht in eine unabhängige Trägerschaft überführt.

## Dirigenten
Als Chefdirigenten wirkten Edgard Doneux (1978–1984), Alfred Walter (1984–1987) und André Vandernoot (1987–1991). Als Gastdirigenten standen am Pult des Orchesters unter anderem Serge Baudo, Rudolf Barschai, Frans Brüggen, Othmar Mága, Leopold Hager und José Serebrier.

## Konzert- und Aufnahmetätigkeit
Hauptziel des Orchesters war es, eine Plattform für das kompositorische Schaffen zeitgenössischer belgischer Komponistinnen und Komponisten zu bieten. Dies realisierte sich vor allem in zahlreichen Studioproduktionen, die z. T. auch auf Tonträgern veröffentlicht wurden. Genannt seien:
- Marcel Poot: Ouverture Joyeuse / Paul Uy: Galaxiale (sowie Werke von Schönberg und Stravinskij) – Dirigent: Edgar Doneux (La Voix De Son Maître, 1979)
- César Franck: Klavierkonzert Nr. 2 und Variations Brillantes op. 8 – Solist: Jean-Claude Vanden Eynden, Dirigent: Edgard Doneux (Koch Schwann 1984)
- Antoine Frédéric Gresnick: Le baiser donné et rendu – Solisten: Greta de Reyghere, Stephan Van Dyck und Victor Demaiffe, Dirigent: Alfred Walter (Schwann Musica Mundi 1987)
- César Franck: Ce qu’on entend sur la montagne und Huit pieces breves –  Dirigenten: Brian Priestman und Alfred Walter (Koch Schwann Musica Mundi 1987)
- Joseph Jongen: Suite für Viola und Orchester op. 46, Allegro appassionato für Viola und Orchester op. 79 und Symphonie concertante für Orgel und Orchester – Solisten: Marie-Thérèse Gillissen und Hubert Schoonbrodt, Dirigenten: René Defossez (op. 81) und Brian Priestman (Koch Schwann 1991)
- André-Modeste Grétry, Le jugement de Midas (Querschnitt) – Dirigent: Ronald Zollman (Koch Schwann 1993)

In Ergänzung zur Produktionstätigkeit im Studio gab das Orchester auch regelmäßig Konzerte, wobei das direkt ins Radio übertragene, allwöchentliche Konzert im Studio 4 des Funkhauses an der Place Flagey/Flageyplein in Ixelles/Elsene einen besonders hohen Stellenwert genoss.